# Henk van het Kaar

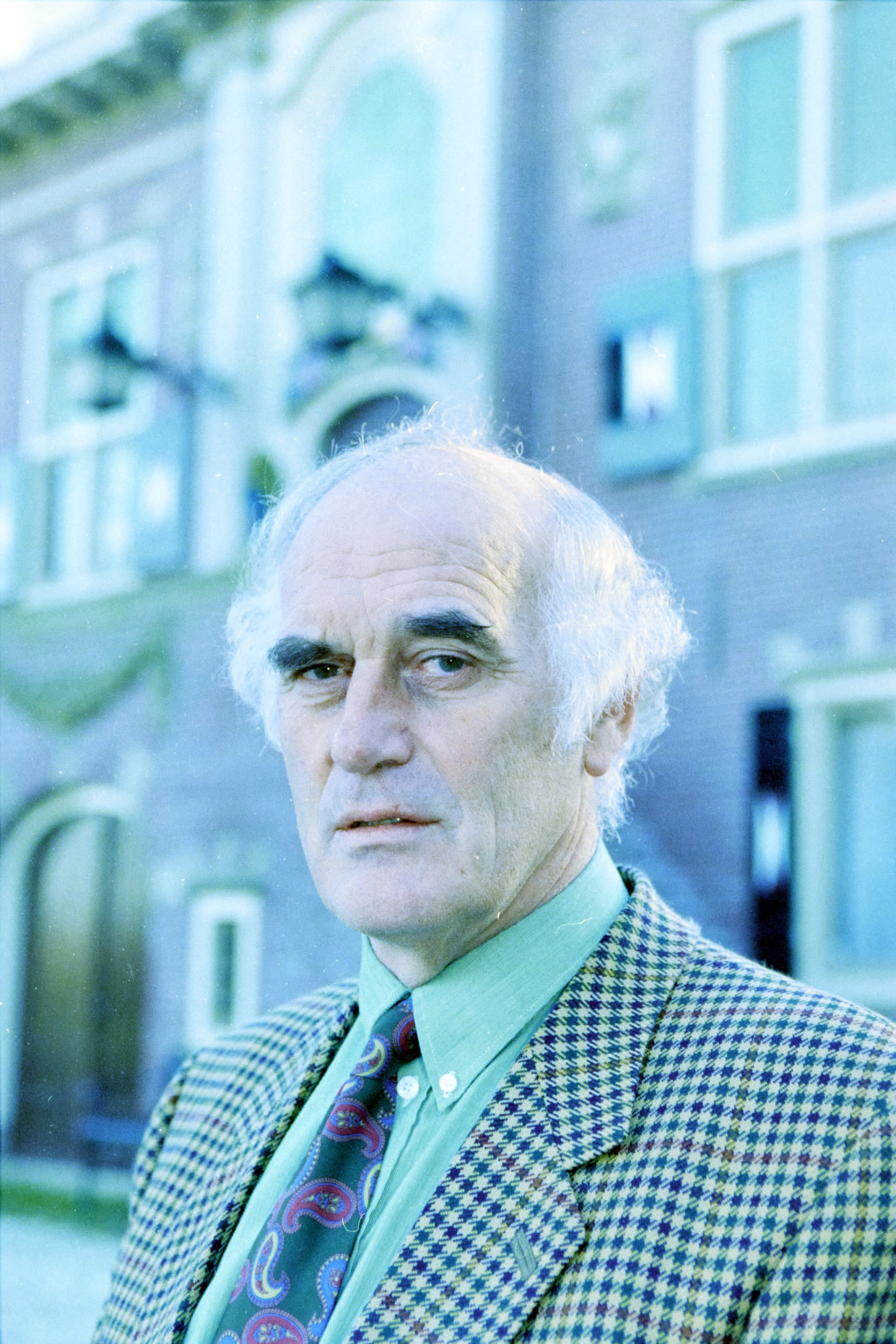
Henk van het Kaar in 1995

Hendrik (Henk) van het Kaar (Alkmaar, 25 maart 1936 – Groet, 22 mei 2007) was een Nederlands politicus van de VVD.
Vanaf eind jaren 50 tot 1962 was hij werkzaam bij justitie in Nederlands-Nieuw-Guinea wat toen nog een Nederlands overzees gebiedsdeel was. Later werd hij de gemeentesecretaris van Anna Paulowna en in juli 1983 volgde zijn benoeming tot burgemeester van Schermer. Daarnaast was Van het Kaar van december 1989 tot april 1990 waarnemend burgemeester van Limmen. Bovendien werd hij in oktober 1992 waarnemend burgemeester van Wieringermeer toen burgemeester Knorr van Wieringermeer na een hoog opgelopen conflict met de gemeenteraad met ziekteverlof was gegaan. In april 1994 ging Van het Kaar met de VUT maar ook daarna bleef hij actief in de lokale politiek. Zo was hij van december 1995 tot juni 1996 waarnemend burgemeester van Haarlemmerliede en Spaarnwoude. Op 1 januari 2001 werd hij opnieuw waarnemend burgemeester van Limmen wat precies een jaar later zou fuseren met Castricum en Akersloot. Na het overlijden van de Wieringermeerse VVD-wethouder Arie Miedema was hij daar van 2003 tot 2006 wethouder.
Een jaar later overleed Van het Kaar op 71-jarige leeftijd. Zijn achternaam werd foutief ook wel geschreven als "Van 't Kaar".